# 陸智譚
陸智譚（韓語：육지담，1997年3月10日—），韓國說唱饒舌歌手，从2014年《Show me the money 3》hiphop選秀節目開始為人所知。也因為比賽時自己說出「推拉女」（推拉音類似於韓語的智譚）而引起一陣热议；2015參加unpretty rapstar第一季，寫出許多令評審及參賽者都驚豔的歌詞，實力進步快速；2016再度參加unpretty rapstar3。

## 外部連結
- 陸智譚的blog
- 陸智譚的X（前Twitter）